# دايفيد جونسون (كاتب سيناريو)
دايفيد جونسون (بالإنجليزية: David Leslie Johnson-McGoldrick)‏ (و. م) هو كاتب سيناريو أمريكي.

## وصلات خارجية
- دايفيد جونسون على موقع IMDb (الإنجليزية)
- دايفيد جونسون على موقع ألو سيني (الفرنسية)
- دايفيد جونسون على موقع أول موفي (الإنجليزية)
- دايفيد جونسون على موقع قاعدة بيانات الأفلام السويدية (السويدية)
- دايفيد جونسون على موقع قاعدة بيانات الفيلم (الإنجليزية)
- دايفيد جونسون على موقع كينوبويسك (الروسية)